# 청양 도림사지 삼층석탑
청양 도림사지 삼층석탑(靑陽 道林寺址 三層石塔)은 대한민국 충청남도 청양군 도림사지에 있는, 고려시대의 삼층석탑이다. 1973년 12월 24일 충청남도의 유형문화재 제27호로 지정되었다.

## 개요
도림마을 뒷산 중턱에 자리하고 있는 탑으로, 주변에서 ‘도림사(道林寺) ’라 새겨진 기와조각이 발견되어 이 터가 도림사의 옛 터임을 알게 되었다. 도림사는 고려시대 이전에 창건되어 조선 중기까지 계속되었던 사찰로 추측되고 있는데, 화재로 모두 불에 타고 현재는 터만 남아있다.
탑은 전체의 무게를 지탱하는 기단(基壇)을 2층으로 쌓고, 그 위로 3층의 탑신(塔身)을 올린 후 꼭대기에 머리장식을 얹은 모습이다. 위층 기단은 네 모서리와 면의 가운데에 기둥모양을 조각했는데 제법 뚜렷한 형상이다. 탑신부는 각 층의 몸돌이 적당히 줄어들고 있어 깔끔한 균형을 이룬다. 지붕돌은 밑면의 받침을 3단씩 두었으며, 부드러운 곡선을 이루는 경사면은 네 귀퉁이에서 힘차게 위로 들려 있다.
전체적으로 아담하면서도 아름다운 비례를 보이고 있으며, 고려시대 석탑의 양식이 잘 나타나 있다. 1973년경 탑을 보수할 때 네모난 사리장치를 발견하여 국립부여박물관에 보관하고 있다.

## 같이 보기
- 청양 도림사지

## 참고 자료
- 청양 도림사지 삼층석탑 - 국가유산청 국가유산포털